# 2016年イスタンブール自爆テロ
2016年イスタンブール自爆テロ（2016ねんイスタンブールじばくテロ）は、2016年1月12日に、トルコ・イスタンブールの旧市街であるスルタンアフメト地区で発生したテロ事件である。
イスタンブールの県知事は、この自爆テロで10人が死亡、15人が負傷したことを明らかにした。爆発の現場はその一帯がユネスコの世界遺産に指定されている。この現場近くでは2015年にも女性が自爆攻撃を行っていた。